# Morristown (Indiana)
Pour les articles homonymes, voir Morristown.
Morristown est une commune du comté de Shelby, situé dans l'Indiana, aux États-Unis. Sa population était de 1 218 habitants au recensement de 2010.